# Victor Wickersham

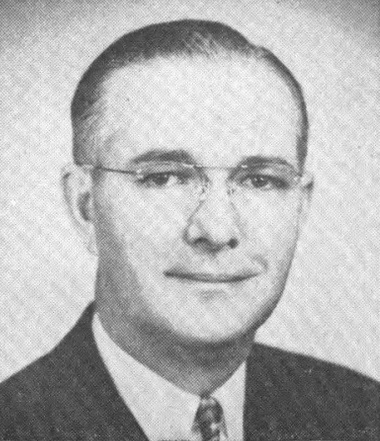
Victor Wickersham

Victor Eugene Wickersham (* 9. Februar 1906 bei Lone Rock, Baxter County, Arkansas; † 15. März 1988 in Oklahoma City, Oklahoma) war ein US-amerikanischer Politiker. Zwischen 1941 und 1965 vertrat er mehrfach den sechsten und siebten Wahlbezirk des Bundesstaates Oklahoma im US-Repräsentantenhaus.

## Werdegang
Im Jahr 1915 kam Victor Wickersham mit seinen Eltern nach Magnum im Greer County in Oklahoma. Dort besuchte er die öffentlichen Schulen. Zwischen 1924 und 1926 war er in der Verwaltung des Greer County angestellt; von 1926 bis 1935 war er Gerichtsdiener am dortigen Bezirksgericht. Von 1937 bis 1938 arbeitete er als Vertragspartner in der Bauindustrie, danach war er bis 1941 in der Versicherungsbranche tätig.
Politisch wurde Wickersham Mitglied der Demokratischen Partei. Nach dem Tod des Kongressabgeordneten Sam C. Massingale wurde er 1941 bei den fälligen Nachwahlen im siebten Distrikt von Oklahoma zu dessen Nachfolger im US-Repräsentantenhaus gewählt. Nachdem er in den Jahren 1942 und 1944 jeweils bestätigt wurde, konnte er zwischen dem 1. April 1941 und dem 3. Januar 1947 im Kongress verbleiben. 1946 wurde er von seiner Partei nicht mehr nominiert. Sein Sitz ging für eine Legislaturperiode an Preston E. Peden. Dafür schaffte er zwei Jahre später wieder im siebten Distrikt den erneuten Einzug in das Repräsentantenhaus, in dem er nach einer Wiederwahl bis zum 3. Januar 1953 verblieb. Zu diesem Zeitpunkt wurde der siebte Wahlbezirk aufgelöst. Daher kandidierte Wickersham bei den Wahlen des Jahres 1952 im sechsten Distrikt von Oklahoma.
Nach seinem Wahlsieg löste er am 3. Januar 1953 Toby Morris, den er in den Vorwahlen geschlagen hatte, im Repräsentantenhaus ab und absolvierte bis zum 3. Januar 1957 zwei Legislaturperioden, ehe er seinen Sitz wieder an Morris abgeben musste. Nach einem erneuten Wahlsieg bei den Wahlen des Jahres 1960 konnte Wickersham von 1961 bis 1965 noch einmal zwei Legislaturperioden im Kongress verbringen. Nachdem er 1964 die Nominierung für eine Wiederwahl verfehlt hatte, endete seine Zeit im Kongress am 3. Januar 1965.
Nach seiner Zeit im Kongress arbeitete Wickersham in der Immobilienbranche und im Versicherungswesen. Er war außerdem Anlageberater. Von 1971 bis 1979 war er Abgeordneter im Repräsentantenhaus von Oklahoma. Dieses Mandat übte er seit dem 9. Februar 1988 bis zu seinem Tod am 15. März 1988 noch einmal aus.